# Asadabad-e Rahnama
Asadabad-e Rahnama (persiska: اسدآباد رهنما) är en ort i Iran.   Den ligger i provinsen Kerman, i den centrala delen av landet, 700 km sydost om huvudstaden Teheran. Asadabad-e Rahnama ligger 1 403 meter över havet och antalet invånare är 111.
Terrängen runt Asadabad-e Rahnama är platt.Runt Asadabad-e Rahnama är det ganska glesbefolkat, med 42 invånare per kvadratkilometer. Närmaste större samhälle är Gītīābād, 19,4 km sydost om Asadabad-e Rahnama. Trakten runt Asadabad-e Rahnama är ofruktbar med lite eller ingen växtlighet.